# Jay Leno
Jay Leno, nascido James Douglas Muir-Leno (New Rochelle, 28 de Abril de 1950) é um comediante estadunidense, que comandou até 2014 o talk show da rede NBC The Tonight Show with Jay Leno (O Show da Noite com Jay Leno), tendo como substituto Jimmy Fallon (The Tonight Show with Jimmy Fallon). Como Jimmy assumiu o posto do "Tonight", Seth Meyers assumiu seu lugar no "Late Night" (Late Night with Seth Meyers).  Atualmente, Jay tem um programa denominado Jay Leno's Garage, onde mostra sua coleção de carros.

## Biografia e carreira
Filho de mãe escocesa e pai ítalo-americano, cresceu em Andover, Massachussets.
Começou sua carreira apresentando-se em clubes noturnos, bares e nos restaurantes Dairy Queen.[carece de fontes?]

## Coleção de veículos
Jay Leno é colecionador de veículos, possuindo aproximadamente 286 veículos, sendo 169 carros e 117 motos, e uma coleção de memorabilia (revistas, quadros, miniaturas etc.), reunidos na sua garagem Big Dog Garage.
Jay Leno foi incluído no  Motorcycle Hall of Fame no ano de 2000.
Em novembro de 2022 sofreu um grave acidente, com queimaduras de terceiro grau, ao tentar desobstruir a linha de combustível de um dos seus carros.